# Alfredo Capelli
Alfredo Capelli (Milão, 5 de agosto de 1855 – Nápoles, 28 de janeiro de 1910) foi um matemático italiano, descobridor da identidade de Capelli.

## Biografia
Capelli obteve um doutorado (Laurea) na Universidade de Roma "La Sapienza" em 1877, orientado por Giuseppe Battaglini. Foi para a Universidade de Pavia, onde foi assistente de Felice Casorati. Em 1881 tornou-se professor da Universidade de Palermo, sucedendo Cesare Arzelà, que tinha recentemente ido para a Universidade de Bolonha. Em 1886 foi para a Universidade de Nápoles Federico II, onde permaneceu até morrer em 1910. Foi eleito membro da Accademia Nazionale dei Lincei.
Foi palestrante convidado do Congresso Internacional de Matemáticos em Paris (1900), Heidelberg (1904) e Roma (1908: Sui coefficienti degle sviluppi in serie di potenze delle funzioni algebriche di più variabili).

## Publicações selecionadas
- Capelli, Alfredo (1887), «Ueber die Zurückführung der Cayley'schen Operation Ω auf gewöhnliche Polar-Operationen», Berlin / Heidelberg: Springer, Mathematische Annalen, ISSN 1432-1807, 29 (3): 331–338, doi:10.1007/BF01447728